# Devarapura, Sira
Devarapura là một làng thuộc tehsil Sira, huyện Tumkur, bang Karnataka, Ấn Độ.